# Bernard Christophe
Bernard Christophe, né[Quand ?] à[Où ?] , est un ingénieur français, astronome amateur membre de la commission cosmologie de la Société astronomique de France (SAF)[réf. incomplète].

## Biographie
D'après le Centre des planètes mineures, il a découvert 96 astéroïdes numérotés entre 2003 et 2010, dont (114649) Jeanneacker, (235990) Laennec, (164006) Thierry, (164518) Patoche, (184501) Pimprenelle, (129234) Silly et (178008) Picard.
Il contribue également à la vulgarisation de cette activité sous la forme d'interviews pour la presse scientifique grand public.
En août 2021, il devient membre honoraire de l'Union astronomique internationale,.

## Découvertes
| (114649) Jeanneacker   | 6 mars 2003       |
| (120103) Dolero        | 24 mars 2003      |
| (129234) Silly         | 8 août 2005       |
| (133404) Morogues      | 23 septembre 2003 |
| (161371) Bertrandou    | 25 septembre 2003 |
| (164006) Thierry       | 21 octobre 2003   |
| (164518) Patoche       | 19 avril 2006     |
| (171256) Lucieconstant | 8 août 2005       |
| (175046) Corporon      | 27 mars 2004      |
| (175259) Offenberger   | 10 mai 2005       |
| (175365) Carsac        | 31 août 2005      |
| (178008) Picard        | 30 août 2006      |
| (180739) Barbet        | 19 mai 2004       |
| (184501) Pimprenelle   | 9 août 2005       |
| (184535) Audouze       | 29 août 2005      |
| (186835) Normanspinrad | 27 mars 2004      |
| (196540) Weinbaum      | 31 juillet 2003   |
| (196772) Fritzleiber   | 23 septembre 2003 |
| (207666) Habibula      | 11 août 2007      |
| (213800) Stefanwul     | 2 avril 2003      |
| (215886) Barryarnold   | 16 mars 2005      |
| (221026) Jeancoester   | 28 août 2005      |
| (223633) Rosnyaîné     | 17 mai 2004       |
| (227151) Desargues     | 10 août 2005      |
| (227930) Athos         | 14 avril 2007     |
| (227962) Aramis        | 19 avril 2007     |
| (228883) Cliffsimak    | 2 août 2003       |
| (229737) Porthos       | 19 avril 2007     |
| (230691) Van Vogt      | 18 octobre 2003   |
| (230765) Alfbester     | 15 décembre 2003  |
| (235281) 2003 UV17     | 18 octobre 2003   |
| (235990) Laennec       | 16 mars 2005      |
| (236728) Léandri       | 19 avril 2007     |

| (238129) Bernardwolfe    | 24 août 2003      |
| (239675) Mottez          | 26 décembre 2008  |
| (244932) Méliès          | 15 décembre 2003  |
| (245417) Rostand         | 9 mai 2005        |
| (250354) Lewicdeparis    | 25 septembre 2003 |
| (250606) Bichat          | 12 mars 2005      |
| (254299) Shambleau       | 15 septembre 2004 |
| (254749) Kurosawa        | 10 août 2005      |
| (256369) Vilain          | 20 décembre 2006  |
| (256374) Danielpequignot | 22 décembre 2006  |
| (256537) Zahn            | 10 avril 2007     |
| (256795) Suzyzahn        | 7 février 2008    |
| (259344) Paré            | 2 avril 2003      |
| (260676) Évethurière     | 8 mai 2005        |
| (278225) Didierpelat     | 12 mars 2007      |
| (290074) Donasadock      | 29 août 2005      |
| (293366) Roux            | 9 mars 2007       |
| (293383) Maigret         | 11 mars 2007      |
| (293985) Franquin        | 13 octobre 2007   |
| (300928) Uderzo          | 9 février 2008    |
| (301511) Hubinon         | 19 mars 2009      |
| (303710) Velpeau         | 9 août 2005       |
| (315218) La Boétie       | 13 septembre 2007 |
| (316138) Giorgione       | 26 septembre 2009 |
| (318682) Carpaccio       | 29 août 2005      |
| (321485) Cross           | 18 septembre 2009 |
| (324925) Vivantdenon     | 17 novembre 2007  |
| (345762) Jacquescoeur    | 13 mars 2007      |
| (345972) Rufin           | 14 octobre 2007   |
| (347266) Carrière        | 13 juin 2004      |
| (355276) Leclair         | 12 septembre 2007 |
| 362420 Rolandgarros      | 14 août 2004      |
| (428102) Rolandwagner    | 30 août 2006      |
| (434453) Ayerdhal        | 9 août 2005       |